# Partit Islàmic Turcman
El Partit Islàmic Turcman és una organització política dels turcmans de tendència islamista religiosa que es va fundar el 2003 a l'Iraq. El 2005 a les eleccions iraquianes va formar part de la coalició de l'Estat de la Llei, del primer ministre Nuri al-Maliki. Després va ingressar al Front Turcman Iraquià, però en va sortir el 2008.